# NGC 3155
NGC 3155 је спирална галаксија у сазвежђу Змај која се налази на NGC листи објеката дубоког неба.
Деклинација објекта је + 74° 20' 52" а ректасцензија 10h 17m 39,7s. Привидна величина (магнитуда) објекта NGC 3155 износи 12,9 а фотографска магнитуда 13,8. NGC 3194 је још познат и под ознакама NGC 3194, UGC 5538, MCG +12-10-26, CGCG 351-12, IRAS 10133+7436, PGC 30064.